# Trifolium seravschanicum
Trifolium seravschanicum är en ärtväxtart som beskrevs av Jevgenij Grigorjevitj Bobrov. Trifolium seravschanicum ingår i släktet klövrar, och familjen ärtväxter. Inga underarter finns listade i Catalogue of Life.